# Красноярский драматический театр имени А. С. Пушкина
Красноярский драмати́ческий теа́тр имени А. С. Пу́шкина — один из старейших театров Сибири.

## История
Первое появление профессионального театра в Красноярске относится к пятидесятым годам XIX столетия.
В сентябре 1852 года труппой заезжих гастролеров под антрепризой Петрова в отделении кантонистов был поставлен водевиль Ленского «Час в тюрьме, или в чужом пиру похмелье».
Долгое время датой основания театра считался именно 1852 год. В девяностых годах XX века волюнтаристским решением дата основания театра была изменена на 1873 год; театральные сезоны беспрецедентным образом были пересчитаны в сторону уменьшения.

### Первое здание театра

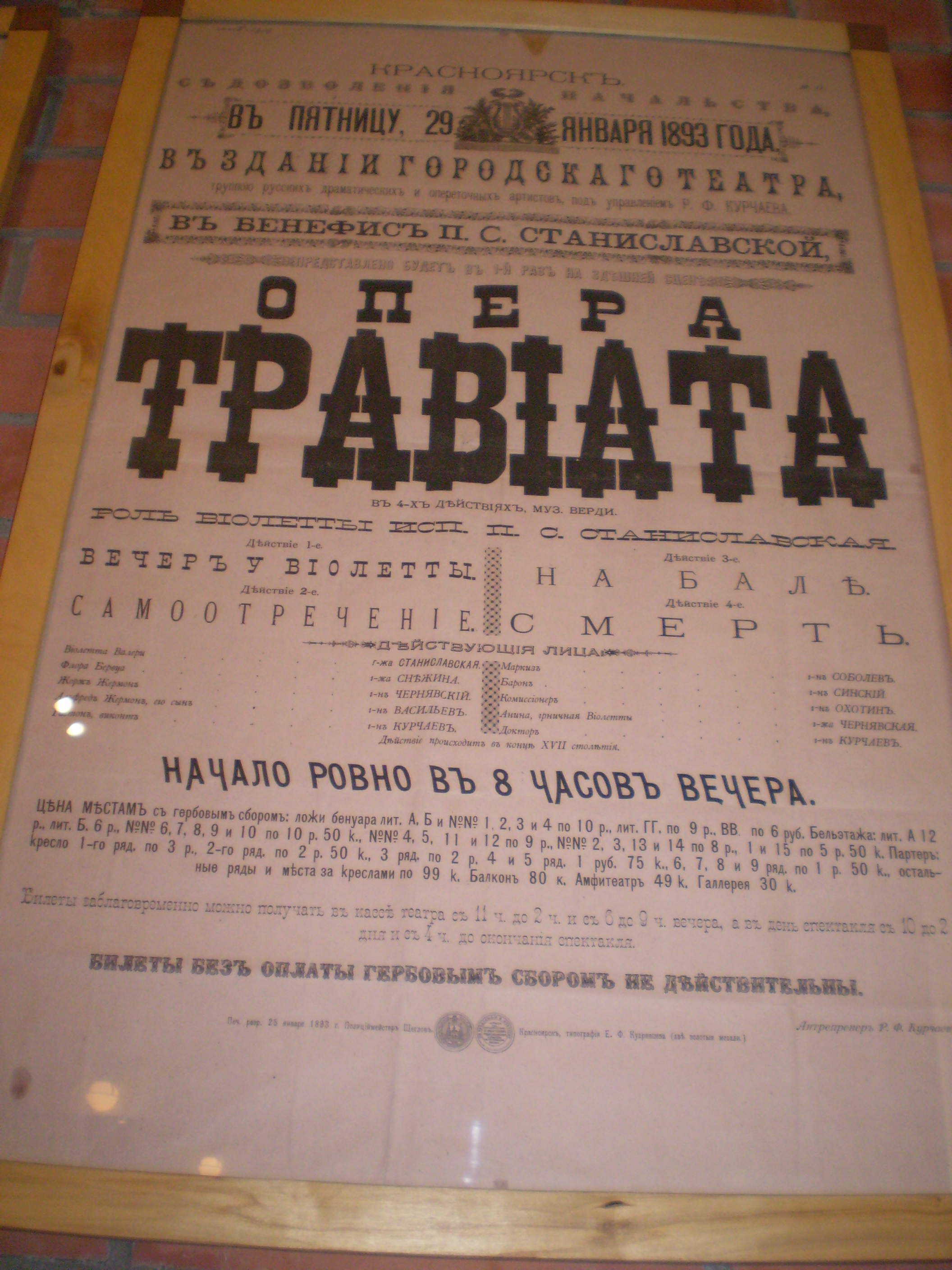
Афиша оперы «Травиата». 29 января 1893 года. Бенефис П. С. Станиславской. Начало ровно в 8 часов вечера.

22 января 1873 года в Красноярскую городскую управу поступило заявление уполномоченных любителей театрального искусства, потомственных почётных граждан Александра Петровича Кузнецова и Иннокентия Сидоровича Щёголева об отводе места земли на Староострожной площади для устройства временного театра.
Производителями работ были енисейский губернский архитектор Г. Я. Судовский, а после его смерти — архитектор при «начальнике Енисейской губернии» А. А. Лоссовский.
В мае 1878 года театр был принят во владение города. Деревянное здание театра имело размеры: длина равнялась двадцати саженям, а ширина — восьми саженям. Зал вмещал примерно триста человек.
Староострожная площадь была переименована в Театральную. Острожный переулок — в Театральный переулок.
В отсутствие постоянной профессиональной труппы в Красноярском театре на его сцене в течение двух сезонов играла труппа антрепренёра А. Н. Егорова, который пытался основать постоянную труппу, первую в Сибири.
В ноябре 1887 года в Красноярске было создано «Общество любителей драматического искусства», которое ставило своей целью «поддержку красноярского городского театра». В театре ставили любительские спектакли, бал-маскарады. Пьесы для любительских спектаклей брали у красноярского учителя В. А. Сипкина, державшего специальную театральную библиотеку, из которой он давал напрокат, под денежный залог, драматические произведения различных авторов. Сборы от любительских спектаклей шли в пользу городского театра, Общества попечения о начальном образовании, детских приютов, общества переселенцев. Всего в Обществе любителей драматического искусства в конце XIX века состояло девяносто восемь человек среди которых: П. И. Гадалов, А. П. Кузнецов, И. Т. Савенков, М. В. Красножёнова и другие.
В 1891 году в театре был поставлен спектакль Ф. Филимонова «В краях сибирских». Это было первое произведение красноярского автора, поставленное на красноярской сцене. Спектакль был запрещён по требованию губернатора Енисейской губернии Л. К. Теляковского.
В 1897—1898 годах в театре играли труппа С. В. Брагина, были поставлены спектакли «Без вины виноватые», «Женитьба» Белугина, «Светит да не греет» А. Н. Островского, «Горе от ума» А. С. Грибоедова, «Власть тьмы» Л. Н. Толстого, «Смерть Пазухина» М. Е. Салтыкова-Щедрина, «Царская невеста» Л. Мея, «Гамлет», «Отелло» У. Шекспира, «Разбойники» Ф. Шиллера.
В театре гастролировали известные трагики братья Адельгейм с труппой (спектакли «Король Лир», «Гамлет», «Шейлок» по «Венецианскому купцу» Шекспира, «Царь Эдип» Софокла, «Фауст» И. Гёте и др.), артисты московского Малого театра; летом 1897 года в Красноярске дали несколько спектаклей известные русские актеры Г. Н. Федотова и М. И. Писарев.
В 1887—1888 году Сергей Михайлович Безносиков, музыкант, ученик Н. А. Римского-Корсакова, получивший образование в Петербургской консерватории, создает первый симфонический оркестр в городе Красноярске. В его состав вошли музыканты-любители и музыканты военного оркестра. Оркестр на сцене театра исполняет произведения А. Даргомыжского, М. Балакирева, музыку из опер «Жизнь за царя» М. Глинки; «Рогнеды» А. Серова, «Русалочки» А. Даргомыжского.
В 1897 году в театре было показано пять опер: «Русалка» А. Даргомыжского, «Галька» С. Монюшко, «Жизнь за царя» («Иван Сусанин») М. Глинки, «Аскольдова могила» А. Верстовского, «Паяцы» Р. Леонкавалло и несколько оперетт.
В ночь с 14 на 15 октября 1898 года деревянный театр сгорел.
Под новое здание театра было отведено место на Воскресенской улице (ныне проспект Мира, 73), а на месте сгоревшего театра построили дома зажиточные горожане. Теперь на этом месте находится стадион «Локомотив».

### Современное здание театра

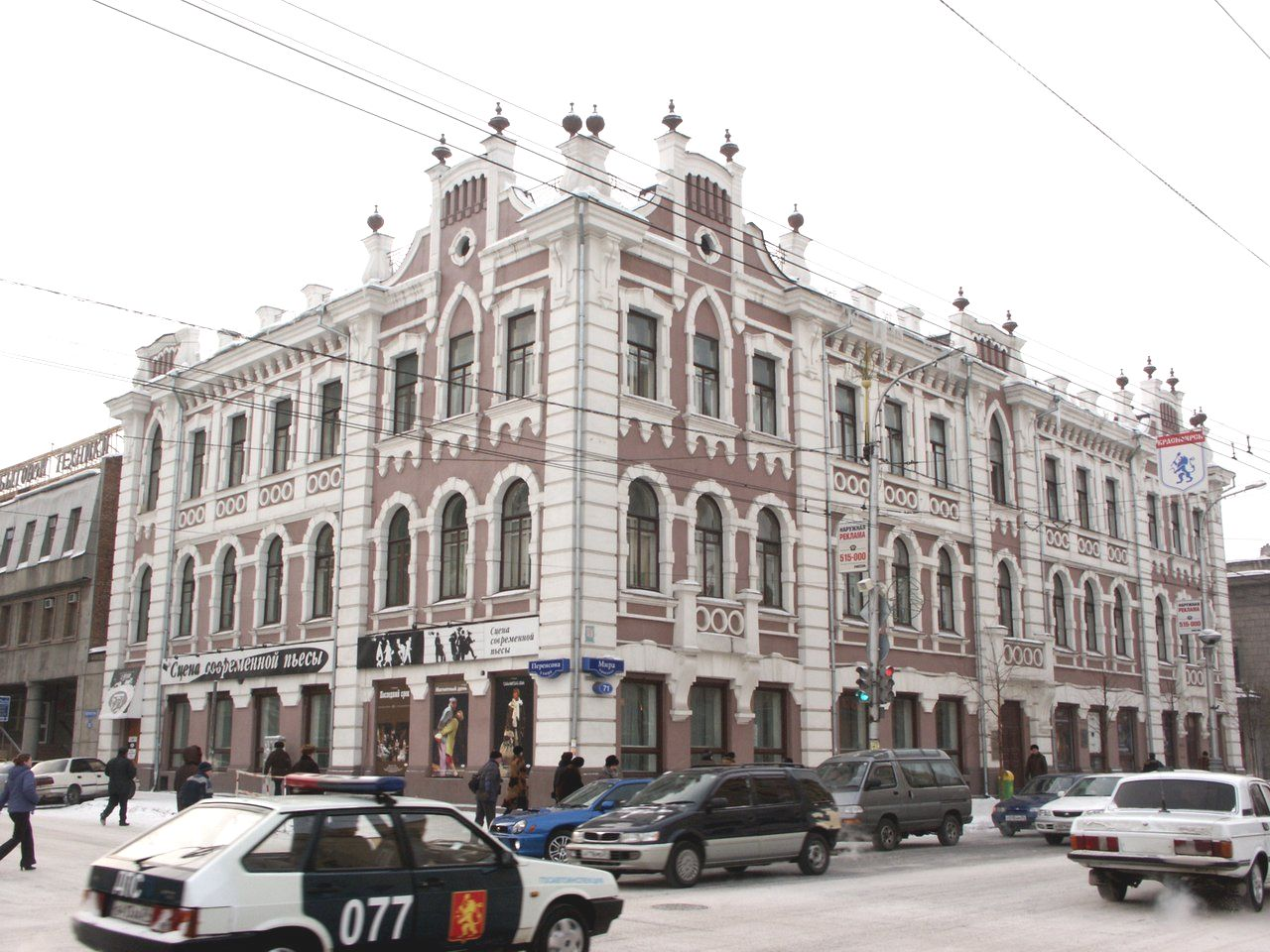
Малая сцена театра

Инженер Е. Н. Александров, временно проживавший в Красноярске и исполнявший дела городского архитектора, дал согласие на создание проекта Народного Дома. Городская дума располагала для строительства здания театра следующими средствами: десять тысяч рублей театрального капитала, пятнадцать тысяч рублей, данных взаймы А. П. Кузнецовым, две тысячи, пожертвованных супругами Кузнецовыми, и пять тысяч предполагалось собрать пожертвованиями.
Закладка здания народного дома-театра состоялась 6 мая 1901 года на Воскресенской улице (ныне проспект Мира), а 14 февраля 1902 года техническая комиссия приняла новое здание.
17 февраля 1902 года состоялось открытие Народного дома-театра, которому было присвоено имя А. С. Пушкина.
На гастроли в Красноярск приехали актеры московского Малого театра А. П. Щепкина, А. А. Яблочкина, А. А. Матвеева, М. П. Юдина, Н. М. Падарин, И. М. Худолеев, А. В. Веснин, М. Н. Загорянский и другие. Они показали «Бешеные деньги», «Волки и овцы» Островского, «Цена жизни» В. И. Немировича-Данченко, «Родина» Г. Зудермана. Осенью того же года в Народном доме начала работать драматическая группа К. П. Красновой.

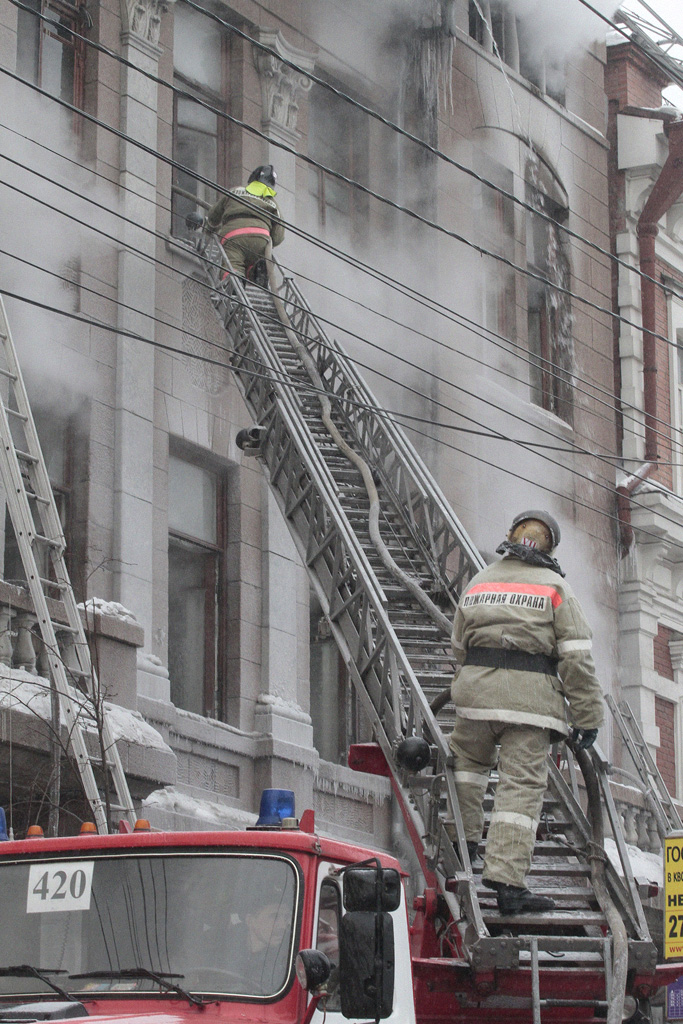
Пожар 2011 года

Новое здание театра стало образовательным и культурным центром. В 1902 году в здание театра переезжает «Книжный склад Общества попечения о начальном образовании».
В феврале 1904 года Пушкинский народный дом решением городской думы был переименован в Пушкинский городской театр.
18 апреля 1911 года в фойе театра открылась вторая бесплатная библиотека-читальня, принадлежащая обществу попечения о народном образовании. В 1910 году в фойе театра начались занятия Красноярской городской рисовальной школы.
В мае 1916 года на сцене театра танцевала «заслуженная артистка Императорских театров, прима-балерина Петроградского Мариинского театра Ольга Преображенская». В том же месяце состоялись гастроли прима-балерины Императорского Большого театра Екатерины Гельцер.
В 1920 году театр получил новое название — «Рабочий театр», объединивший три коллектива: драматический (52 артиста), оперно-опереточный (48 артистов) и оркестр (48 музыкантов). В «Интернациональном оркестре», сопровождавшего оперные и драматические спектакли, вошли опытные музыканты Берлинской оперы (из рядов пленных белочехов — до сентября 1920 года) и местные музыканты. Дирижировали оркестром Ю. М. Юровецкий, Ф. Ф. Дзержановский, а позднее А. И. Клястер и А. Л. Марксон. На сцене театр выступал в качестве солиста и режиссёра П. И. Словцов.
19 января 1930 года пожар уничтожил большую часть здания. Для подготовки проекта по восстановлению и переоборудованию сгоревшего здания был приглашен известный красноярский архитектор В. А. Соколовский. Летом 1935 года по проекту В. А. Соколовского выполнена перестройка зрительного зала и фойе. В 1936 года одно из фойе здания было переоборудовано под детский кукольный театр.
В 1952-53 годах была проведена большая реконструкция здания театра. Руководителем авторского коллектива и автором проекта был недавно прибывший в Красноярск на поселение из Норильлага знаменитый академик архитектуры Геворг Кочар.
В 1956 году состоялись первые московские гастроли театра; в шестидесятые годы после ленинградских, киевских гастролей театр стал известен на театральном пространстве страны.
20 января 2011 года в одном из зданий театра на Мира, где располагались малая сцена и музей, произошёл пожар.
15 января 2012 года состоялась официальная церемония закрытия на реконструкцию основного здания Театра им. Пушкина.
17 февраля 2015 года состоялось открытие здания театра после трёхлетней реконструкции.
В октябре 2023 года открылась Новая сцена "Пушка+", а в июне 2024 года — "Сцена на крыше".

## Советская история
После образования в 1934 году Красноярского края театр с 1935 года стал называться Красноярским краевым драматическим театром им. А. С. Пушкина.
В послевоенные годы была создана студия актерского мастерства при театре, в которой в 1946 году обучался в том числе Иннокентий Смоктуновский.
В 1956 году состоялись первые московские гастроли, в 1971 году — вторые московские гастроли, в 1980 году — третьи. В 1982 году спектакль «Спутники» Веры Пановой был отмечен Государственной премией РСФСР.
В 1987 году открылась Малая сцена театра.

## Главные режиссёры
- Пётр Словцов — руководитель Трудового оперного коллектива в 1920-х годах, режиссёр четырнадцати оперных постановок на сцене театра.
- К. Д. Ведерников с 1938 года.
- заслуженный артист РСФСР Або Волгин с 1946 года
- заслуженный деятель искусств РСФСР Лина Самборская 1952—1954 годы.
- народный артист РСФСР А. Л. Дунаев 1954-1957 годы.
- Ольгерт Дункерс 1963—1964 годы.
- заслуженный артист РСФСР Ефим Гельфанд с 1964 года.
- заслуженный деятель искусств РСФСР Герман Меньшенин 1968—1972 годы.
- заслуженный деятель искусств РСФСР Валерий Бухарин 1972—1975 годы.
- заслуженный деятель искусств РСФСР Натан Басин с 1976 года.
- заслуженный деятель искусств РСФСР, народный артист РСФСР Леонид Белявский с 1983 года.
- заслуженный деятель искусств России Изяслав Борисов с 1988 года.
- И. В. Тодоров.
- С. Д. Черкасский.
- А. Н. Максимов 1996—1998 годы.
- Александр Бельский 1998—2003 годы.
- Олег Рыбкин с 2006 года.

## Спектакли
- 1923 — «По приказу компании» П. И. Голикова[7].
- 1936 — «Александр Радищев» А. А. Головина.
- 1938 — «Человек с ружьем».
- 1939 — «Кремлёвские куранты».
- 1940 — «Ленин в 1918 г.».
- «Укрощение строптивой» У. Шекспира.
- «Отелло» У. Шекспира.
- «Гроза» А. Островского.
- «Волки и овцы» А. Островского.
- 1946 — «Русский вопрос» Константина Симонова.
- 1956 — «Преступление и наказание» Фёдора Достоевского.
- 1972 — «Василий Тёркин» А. Твардовского.
- «Спутники» Веры Пановой[8], режиссёр Натан Басин.
- 1978 — «Орфей спускается в ад» Т. Уильямса, режиссёр Натан Басин.
- 1983 — «Из записок неизвестного» Ф. Достоевского.
- «Дорогая Памела» по пьесе Джона Патрика.
- 2002 «Прекрасное воскресенье для пикника» Т. Уильямса, режиссёр Владимир Гурфинкель.
- «Петр и Алексей» Ф. Горенштейна, режиссёр Владимир Гурфинкель.
- «Поминальная молитва» Г. Горина, режиссёр Владимир Гурфинкель.
- «Семейный портрет с посторонним» С. Лобозёрова, режиссёр Андрей Максимов.
- «Последний срок» по повести Валентина Распутина.
- «Он, она, окно и тело» по пьесе Рея Куни, 2004 год.
- «Таланты и поклонники» по А. Островскому, 2005 год. Спектакль — участник фестивалей «Островский в доме Островского» (Москва, 2006) и «Волжские театральный сезона» (Самара, 2007)
- «Деревья умирают стоя» по пьесе Алехандро Касоны, 2006 год. Спектакль поставлен к 85-летию народной артистки России Екатерины Мокиенко.
- «Король Лир» по У. Шекспиру, 2006 год.
- «Трёхгрошевая опера» по Б. Брехту, 2007 год.
- «Полковник Птица» по пьесе Христо Бойчева, 2007 год[9].
- «Чисто семейное дело» по мотивам пьесы Рэя Куни, 2008 год.
- «Там, вдали» по К. Черчилл, 2008 год.
- «Трамвай, называемый „Желание“» по Т. Уильямсу, 2008 год.
- «Похороните меня за плинтусом» по повести Павла Санаева, 2008 год[10].
- «Тёмные аллеи», пьеса О. Никифоровой по циклу рассказов И. Бунина, 2009 год. Спектакль — участник «Международного Волковского фестиваля — 2011».
- «Филумена Мортурано» по пьесе Эдуардо де Филиппо, 2009 год.
- «Лейтенант с острова Инишмор» по пьесе Мартина МакДонаха, 2009 год.
- «Старший сын» по А. Вампилову, 2009 год.
- «Дом, где разбиваются сердца» по Б. Шоу, 2010 год.
- «Путешествие Алисы в Швейцарию» по пьесе Лукаса Бэрфуса, 2011 год. Спектакль номинант национальной театральной премии «Золотая маска».
- «Тартюф или Обманщик» по комедии Мольера «Тартюф или Обманщик», 2011 год.
- «Конёк-Горбунок» по П. Ершову, 2011 год. Спектакль — участник: XIII Международного Волковского фестиваля в Ярославле; II Межрегионального фестиваля-конкурса театров Сибири, Урала и Дальнего Востока «Ново-Сибирский транзит»; Фестиваля «Театральный синдром»; Национального театрального фестиваля-конкурса «Золотая маска-2013» (Программа «Маска Плюс»); X Всероссийского фестиваля театрального искусства для детей «Арлекин», где получил специальный «Приз жюри и критики», «Приз зрительских симпатий», «Приз за лучшую сценографию»; 18-го Международного театрального конгресса «Асситеж», Международного фестиваля театров для детей и подростков «КОРЧАК-2014» (Варшава, Польша); Всероссийского театрального фестиваля одной сказки, посвященного 185-летию первого печатного издания сказки Петра Павловича Ершова «Конек-Горбунок» (г. Тюмень, 2019).[11]
- «Варвары» по пьесе М. Горького, 2012 год. Участник VI Российского театрального фестиваля им. М. Горького в Нижнем Новгороде[12].
- «Вий» по пьесе Натальи Ворожбит, 2013 год.
- «Тихий шорох уходящих шагов» по пьесе Дмитрия Богославского, 2013 год.
- «Жанна» по пьесе Ярославы Пулинович, 2013 год.
- «Костюмер» по пьесе Рональда Харвуда, 2013.
- «Остров сокровищ» по роману Роберта Лъюисона Стивенсона, 2013 год.
- «Ба» по пьесе Юлии Тупикиной, 2014 год.
- «XII ночь, или как вам будет угодно» по пьесе Уильяма Шекспира, 2015 год.
- «Чик. Гудбай, Берлин!» участник фестиваля «Золотая маска», 2016 год.
- «Преступление и наказание», режиссёр А. Огарев, 2016 год.
- «Дни нашей жизни», режиссёр О. Рыбкин, 2016 год.
- «Дядя Ваня», режиссёр А.Ледуховский, 2017 год.
- «Покровские ворота», режиссёр О.Рыбкин, 2017 год.
- «Лив Штайн», режиссёр С.Черных, 2017 год.
- «Опасные связи» по пьесе Кристофера Хэмптона, режиссёр Олег Рыбкин, 2018 год.
- «Мы, герои» по пьесе Жан-Люка Лагарса, режиссер Олег Рыбкин, 2019 год.
- «Русский роман» по пьесе Марюса Ивашкявичюса, режиссер Алексей Крикливый, 2019 год.
- «Смерть Тарелкина» по пьесе А. Сухово-Кобылина, режиссер Олег Рыбкин, 2020 год.
- «Ножницы» по пьесе П. Портнера, режиссер Владимир Золотарь, 2020 год.
- «Без названия» по пьесе А.П. Чехова, режиссер Олег Рыбкин, 2021 год.
- «Капитанская дочка» по повести А.С. Пушкина, режиссер Тимур Насиров, 2021 год.
- «Я.Rеальный?» по мотивам повести Ф.М. Достоевского «Двойник», режиссер Олег Рыбкин, 2021 год.
- «Горе от ума» по комедии в стихах А. Грибоедова, режиссер Олег Рыбкин, 2021 год.
- «Бесприданница» по пьесе А.Н. Островского, режиссер Ирина Керученко, 2022 год.
- «Самоубийца» по пьесе Н. Эрдмана, режиссер Олег Рыбкин, 2022 год.
- «О мышах и людях» по повести Дж. Стейнбека, режиссер Александр Огарев, 2022 год.
- «Маленькие трагедии» по циклу пьес А.С. Пушкина, режиссер Олег Рыбкин, 2023 год.
- «Я, бабушка, Илико и Илларион» по роману Н. Думбадзе, режиссер Дмитрий Турков, 2023 год.
- «Коварство и любовь» по трагедии Ф. Шиллера, режиссер Олег Рыбкин, 2023 год.
- «Хождение по мукам» по роману А.Н. Толстого (инсценировка Я. Пулинович), режиссер Олег Рыбкин, 2023 год.
- «Время женщин» по роману Е. Чижовой (инсценировка И. Васьковская), режиссер Егор Чернышов, 2024 год.
- «Исчезнувший велосипедист» по пьесе К. Костенко, режиссер Олег Рыбкин, 2024 год.

Российский журнал Forbes опубликовал список из десяти лучших провинциальных театров России, которые обязательно стоит посетить. Красноярский драматический театр имени А. С. Пушкина занял в рейтинге второе место.
Премия Правительства Российской Федерации им. Ф. Волкова «За вклад в развитие театрального искусства Российской Федерации» (О. Рыбкин);
Специальный приз «Новация» программы «Маска плюс» театрального фестиваля «Золотая Маска» — спектакль «Малыш» (реж. А. Даряло);
Диплом в номинации «Лучшая работа художника» Межрегионального театрального фестиваля-конкурса «Ново-Сибирский транзит» — Е. Турчанинова (спектакль «Конёк-Горбунок»);
Приз «Хрустальная маска» краевого фестиваля «Театральная весна» в номинации «Лучший детский спектакль» — спектакль «Конёк-Горбунок» (О. Рыбкин).
Спектакли — номинанты национальной театральной премии «Золотая маска»:
- «Чайка» по А. Чехову, 2007 год. Также спектакль участвовал в фестивалях: «Сибирский транзит» в Барнауле, «Золотая маска» в регионах России" в Омске, «Международный Волковский фестиваль» в Ярославле, «Балтийский Дом» в Санкт-Петербурге и «Международный рождественский фестиваль искусств» в Новосибирске.
- «Конёк-Горбунок» по П. Ершову, 2011 год, программа «Маска Плюс».
- «Путешествие Алисы в Швейцарию» по Л. Бэрфусу, 2012 год.
- «Розенкранц и Гильденстерн мертвы» по. Т. Стоппарду, 2019 год. Спектакль выдвинут на высшую российскую театральную премию «Золотая маска» в 4-х номинациях. Лауреатом Премии "Золотая Маска" в номинации "Драма/Работа художника по свету" стал Дмитрий Зименко (Митрич). Также спектакль - победитель Третьего регионального конкурса театральных коллективов «Полюс. Золотой сезон», лауреат Краевого фестиваля «Театральная весна 2018». Спектакль одержал победу в номинациях «Лучшая премьера сезона в драматическом театре», режиссер – Олег Рыбкин; «Лучшая мужская роль в драматическом театре» – Иван Кривушин за роль Розенкранца и Никита Косачев за роль Гильденстерна; «Лучшая мужская роль второго плана в драматическом театре» – Александр Истратьков за роль Первого актера.
- «Я.Такой.Другой.Страны.» по произведениям Д. Пригова, 2019 год.
- «Мы, герои» по Ж.-Л. Лагарсу, 2020 год. Спектакль выдвинут на Российскую Национальную театральную Премию «Золотая Маска-2020» в шести номинациях. Лауреатом Премии "Золотая Маска" в номинации "Драма/Работа художника по костюмам" стала Фагиля Сельская. Также спектакль - участник фестиваля LOFT ( г. Санкт-Петербург, 2020), лауреат Межрегионального фестиваля-конкурса «Ново-Сибирский транзит» (2021 г.) в номинациях: «Премия Ассоциации театральных критиков» (режиссер Олег Рыбкин) и  «Лучшая женская роль» (заслуженная артистка России Наталья Горячева за роль мадам Чиссик), победитель краевого фестиваля «Театральная весна-2020» в номинации «Лучшая премьера сезона в драматическом театре».

## В разные годы в театре работали

### Режиссёры
- народный артист СССР Пётр Монастырский; народный артист РСФСР Леонид Белявский;
- заслуженные артисты РСФСР Або Волгин, Ефим Гельфанд;
- заслуженные деятели искусств РСФСР Лина Самборская, Н. Смирнов, Герман Меньшенин, Валерий Бухарин, Натан Басин, Изяслав Борисов;
- заслуженный артист Белорусской ССР Соломон (Семён) Казимировский;
- заслуженный артист Казахской ССР, заслуженный деятель искусств РСФСР Анатолий Резинин.
- режиссёр Ольгерт Дункерс;

### Актёры
- народные артисты СССР Иннокентий Смоктуновский, А. Кривченя;
- народные артисты РСФСР Николай Дубинский, Валерий Дьяконов, Никифор Колофидин, Юрий Новохижин, Николай Прозоров, Александр Славский, Анатолий Устюжанинов;
- народные артисты России Екатерина Мокиенко и Василий Решетников;
- народный артист Казахской ССР Лев Тёмкин;
- заслуженные артисты РСФСР И. Василевский, Мария Вольская, Константин Вощиков, Ирина Васильева, Г. Дмитриев, Валентина Долматова, Владислав Жуковский, Светлана Зима, Василий Корзун, Василий Кульзбеков, Виктор Мерецкий, Марина Меримсон, Вениамин Неклюдов, Нина Никифорова, Альбина Прибавочная, Валерий Приходько,  В. Романцева, Виктор Саянов, Пётр Словцов (I), Пётр Словцов (II), Тамара Семичева, Светлана Сорокина, Владимир Таныгин, Валерий Трущенко, Николай Тэк, Альбина Фёдорова, Валерий Шубин;
- заслуженный артист Дагестанской АССР Валерий Милошенко;
- заслуженная артистка Латвийской ССР Валентина Валевская;
- артисты Октябрина Байкалова, Светлана Шиляева, Алевтина Шмакова, Лидия Тюшнякова, Лариса Баринова, Виктор Питерский и другие.

## Труппа
В труппе театра (2025) пятьдесят актёров, среди них:
- народные артисты России — Наталья Горячева, Алексей Исаченко;
- заслуженные артисты России — Светлана Ильина, Александр Истратьков, Андрей Киндяков, Виктор Лосьянов, Эдуард Михненков, Людмила Михненкова, Елена Привалихина, Владимир Пузанов, Галина Саламатова, Сергей Селеменев;
- артисты — Александр Хряков, Галина Дьяконова, Данил Коновалов, Дмитрий Корявин и другие.

Главный режиссёр театра — Олег Рыбкин. Директор театра — Пётр Аникин.